# Taekwondo nos Jogos Paralímpicos de Verão de 2024
As competições de taekwondo nos Jogos Paralímpicos de Verão de 2024 foram disputadas entre 29 e 31 de agosto de 2024 no Grand Palais, em Paris, França. Foram disputados dez eventos, sendo cinco categorias masculinas e cinco femininas. Os atletas que disputaram o parataekwondo possuem algum tipo de deficiência física.

## Qualificação
A qualificação é baseada no ranking mundial da Federação Internacional dos Desportos para Cegos de 2020. Um total de 120 atletas de 37 nações foram classificados através do ranking, garantindo que cada CPN tenha no máximo um atleta por categoria.

## Medalhistas

### Evento Masculino
| Evento                    | Ouro                                | Prata                                                | Bronze                          |
| ------------------------- | ----------------------------------- | ---------------------------------------------------- | ------------------------------- |
| Até 58 kg (Detalhes)      | Asaf Yasur ISR Israel               | Ali Can Özcan TUR Turquia                            | Sabir Zeynalov AZE Azerbaijão   |
| Até 58 kg (Detalhes)      | Asaf Yasur ISR Israel               | Ali Can Özcan TUR Turquia                            | Xiao Xiang-wen TPE Taipé Chinês |
| Até 63 kg (Detalhes)      | Mahmut Bozteke TUR Turquia          | Ganbatyn Bolor-Erdene MGL Mongólia                   | Antonino Bossolo ITA Itália     |
| Até 63 kg (Detalhes)      | Mahmut Bozteke TUR Turquia          | Ganbatyn Bolor-Erdene MGL Mongólia                   | Ayoub Adouich MAR Marrocos      |
| Até 70 kg (Detalhes)      | Imamaddin Khalilov AZE Azerbaijão   | Fatih Çelik TUR Turquia                              | JD Garcia MEX México            |
| Até 70 kg (Detalhes)      | Imamaddin Khalilov AZE Azerbaijão   | Fatih Çelik TUR Turquia                              | JE Samorano ARG Argentina       |
| Até 80 kg (Detalhes)      | Asadbek Toshtemirov UZB Uzbequistão | Luis Mario Nájera MEX México                         | Alireza Bakht IRI Irã           |
| Até 80 kg (Detalhes)      | Asadbek Toshtemirov UZB Uzbequistão | Luis Mario Nájera MEX México                         | Joo Jeong-hun KOR Coreia do Sul |
| Acima de 80 kg (Detalhes) | Matt Bush GBR Grã-Bretanha          | Aliaskhab Ramazanov NPA Atletas Paralímpicos Neutros | Evan Medell USA Estados Unidos  |
| Acima de 80 kg (Detalhes) | Matt Bush GBR Grã-Bretanha          | Aliaskhab Ramazanov NPA Atletas Paralímpicos Neutros | Hamed Haghshenas IRI Irã        |

### Evento Feminino
| Evento                    | Ouro                            | Prata                              | Bronze                                             |
| ------------------------- | ------------------------------- | ---------------------------------- | -------------------------------------------------- |
| Até 47 kg (Detalhes)      | Leonor Espinoza PER Peru        | Ziyodakhon Isakova UZB Uzbequistão | Khwansuda Phuangkitcha THA Tailândia               |
| Até 47 kg (Detalhes)      | Leonor Espinoza PER Peru        | Ziyodakhon Isakova UZB Uzbequistão | Zakia Khudadadi RPT Time Paralímpico de Refugiados |
| Até 52 kg (Detalhes)      | Surenjav Ulambayar MGL Mongólia | Zahra Rahimi IRI Irã               | Ana Japaridze GEO Geórgia                          |
| Até 52 kg (Detalhes)      | Surenjav Ulambayar MGL Mongólia | Zahra Rahimi IRI Irã               | Meryem Betül Çavdar TUR Turquia                    |
| Até 57 kg (Detalhes)      | Li Yujie CHN China              | Gamze Gürdal TUR Turquia           | Palesha Goverdhan NEP Nepal                        |
| Até 57 kg (Detalhes)      | Li Yujie CHN China              | Gamze Gürdal TUR Turquia           | Silvana Fernandes BRA Brasil                       |
| Até 65 kg (Detalhes)      | Ana Carolina Moura BRA Brasil   | Djélika Diallo FRA França          | Lisa Gjessing DEN Dinamarca                        |
| Até 65 kg (Detalhes)      | Ana Carolina Moura BRA Brasil   | Djélika Diallo FRA França          | Christina Gkentzou GRE Grécia                      |
| Acima de 65 kg (Detalhes) | Amy Truesdale GBR Grã-Bretanha  | Guljonoy Naimova UZB Uzbequistão   | Eleni Papastamatopoulou GRE Grécia                 |
| Acima de 65 kg (Detalhes) | Amy Truesdale GBR Grã-Bretanha  | Guljonoy Naimova UZB Uzbequistão   | Rajae Akermach MAR Marrocos                        |

## Quadro de medalhas
País sede destacado
| Ordem | País                               | Medalha de ouro | Medalha de prata | Medalha de bronze |    |
| ----- | ---------------------------------- | --------------- | ---------------- | ----------------- | -- |
| 1     | GBR Grã-Bretanha                   | 2               |                  |                   | 2  |
| 2     | TUR Turquia                        | 1               | 3                | 1                 | 5  |
| 3     | UZB Uzbequistão                    | 1               | 2                |                   | 3  |
| 4     | MGL Mongólia                       | 1               | 1                |                   | 2  |
| 5     | AZE Azerbaijão                     | 1               |                  | 1                 | 2  |
|       | BRA Brasil                         | 1               |                  | 1                 | 2  |
| 7     | CHN China                          | 1               |                  | 1                 | 2  |
|       | ISR Israel                         | 1               |                  |                   | 1  |
|       | PER Peru                           | 1               |                  |                   | 1  |
| 10    | IRI Irã                            |                 | 1                | 2                 | 3  |
| 11    | MEX México                         |                 | 1                | 1                 | 2  |
| 12    | FRA França                         |                 | 1                |                   | 1  |
| –     | NPA Atletas Paralímpicos Neutros   |                 | 1                |                   | 1  |
| 13    | MAR Marrocos                       |                 |                  | 2                 | 2  |
| 14    | ARG Argentina                      |                 |                  | 1                 | 1  |
|       | KOR Coreia do Sul                  |                 |                  | 1                 | 1  |
|       | DEN Dinamarca                      |                 |                  | 1                 | 1  |
|       | USA Estados Unidos                 |                 |                  | 1                 | 1  |
|       | GEO Geórgia                        |                 |                  | 1                 | 1  |
|       | GRE Grécia                         |                 |                  | 1                 | 1  |
|       | ITA Itália                         |                 |                  | 1                 | 1  |
|       | NEP Nepal                          |                 |                  | 1                 | 1  |
|       | THA Tailândia                      |                 |                  | 1                 | 1  |
|       | TPE Taipé Chinês                   |                 |                  | 1                 | 1  |
|       | RPT Time Paralímpico de Refugiados |                 |                  | 1                 | 1  |
| TOTAL | TOTAL                              | 10              | 10               | 19                | 39 |